# Hate Forest
Hate Forest (укр. Ліс ненависті) — український англомовний блек-метал гурт із Харкова, заснований у 1995 році Романом Саєнком, провідним учасником Drudkh, Dark Ages і Blood of Kingu. Гурт розпався у 2004 році та був переформований у 2019 році.

## Історія
Hate Forest був створений у 1995 році Романом Саєнком. Після чотирьох років існування гурт випустив свій перший повноцінний альбом «Скіфія» у 1999 році. За ним рушила низка альбомів, кожен з яких був похмурим і таємничим, з обкладинками, що зображували засніжені або охоплені пожежею ліси. Після альбомів зі справді похмурими, сповненими ненависті композиціями, таких як «The Most Ancient Ones» (2001) і «Purity» (2003), гурт випустив «Battlefields» (2004), більш несподіваний блек/дум-альбом, що перемежовується з традиційними українськими піснями.
Після майже десяти років існування гурт, здавалося, зник зі сцени, після виходу альбому Sorrow у 2005 році. Офіційно гурт розпався у 2004 році. Лідер гурту, Роман Саєнко, пізніше зосередився на інших своїх проєктах, а саме Drudkh, Dark Ages і Blood of Kingu. У 2000-х роках Hate Forest підписали контракт із лейблом «Osmose Productions» на перевидання своїх шести альбомів.
У 2012 році «Osmose Productions» випустив колишній спліт Hate Forest / Ildjarn.
З усім тим, гурт реформувався для одного виступу у 2019 році, на фестивалі «Metal East: Нове Коло» у Харкові 1 червня 2019 року. Офіційне повернення гурту відбулося у грудні 2020 року на лейблі «Osmose Productions» з альбомом «Hour of the Centaur», як його описує лейбл:
|  | Після 16 років смертельної дрімоти Hate Forest повертаються з новим альбомом "Hour Of the Centaur", створеним і записаним за кілька днів квітня 2020 року. Ви не знайдете тут нічого трендового чи нового - все та ж непроникна темна стіна звуку та бездонний вир, притаманний виключно гурту. Це лаконічний і чесний блек-метал, створений на східному кордоні Старої Європи, сповнений відрази до сучасного псевдоінтелектуального, селфі/інстаграмного "блеку". Оригінальний текст (фр.) After 16 years of deathlike slumber, Hate Forest is back with a new album called ” Hour Of the Centaur” created and recorded in few days of April 2020. You will not find anything trendy or new here – band’s same unpenetrable dark wall of sound and bottomless maelstrom exclusively. This is laconic and honest black metal crafted on Old Europe’s eastern frontier, full of disgust to modern pseudo-intellectual, selfie/ Instagram “black metal”. |

Гурт повернувся 21 грудня 2022 року з новим альбомом «Innermost», випущеним на тому ж лейблі. Незабаром після цього, у 2023 році, вийшов мініальбом «Sowing with Salt». Також було анонсовано наступний альбом під назвою «Justice».

## Ідеологія
У деяких джерелах гурт відносять до NSBM, однак гурт ніколи не стверджував, що поділяє ці ідеї. Khaot (Костянтин Змієвський), барабанщик Hate Forest з 1999 по 2001 рік та іншого гурту Саєнкоса Astrofaes з 1996 по 2000 рік, говорячи про інтерес учасників гурту до націонал-соціалізму в інтерв'ю для euronews 2020, зазначив наступне: «Знаєте, я грав з Astrofaes з 1996 по 2000 рік, протягом чотирьох років, і ми грали блек-метал з текстами в стилі блек-метал, і ми ніколи не цікавилися націонал-соціалізмом або неонацистами і подібними речами» і «Пізніше я приєднався до Hate Forest [...]. Я грав з ними близько двох років, ми відіграли лише один концерт. Я дуже добре знаю хлопців, і вони ніколи не були нацистами чи неонацистами».
Хоча гурт не публікував текстів своїх пісень, у програмній назві Aryosophia (Аріософія), наприклад, можна почути фрагмент «Арійська свідомість втрачена» (англ. Aryan consciousness is lost). Гурт також використовує такі символи, як альґізруни, трискеле і кельтський хрест, які часто використовуються в правоекстремістських колах, як елементи дизайну на своїх альбомах. Згідно з їхніми власними заявами, Hate Forest грають «справжній арійський блек-метал» (англ. true aryan black metal).
Згідно з лейблом «Supernal Music», ідеологія Hate Forest базується на «арійсько-слов'янській» міфології, філософії Фрідріха Ніцше та елітаризмі. Крім того, «Supernal Music» рекламував гурт заявою: «Кожна нелюдь, яка купує релізи HATE FOREST, купує зброю проти себе» (англ. Every subhuman buying HATE FOREST releases buys a weapon against himself.).

## Творчість
За роки діяльності колектив випустив п'ять повноформатних альбомів. Чотири з них, за темпом та виконанням — традиційний «Raw black metal». Збільшенням атмосферних мілітарних і етнічних елементів, та певними композиційними запозиченнями думу виокремлюється «Battlefields». Гурт брав участь у різних тематичних фестивалях, як то «Коловорот».